# Adynata
Adynata – występujące w utworach fabularnych motywy nonsenowne, groteskowe, rzeczy niemożliwe, kłócące się ze zdrowym rozsądkiem (np. Baron Münchhausen wyciągający się sam za włosy z bagna). Adynata występują najczęściej w opowieściach humorystycznych, literaturze ludowej i literaturze sowizdrzalskiej.